# ヘリオバクテリウム科
ヘリオバクテリウム科（学名（羅）:Heliobacteriaceae、一般名（英）:Heliobacteria/ヘリオバクテリア）は酸素非発生型光栄養で生育する細菌の科である。この科に属す細菌は慣習的に光合成細菌と呼ばれる場合もあるが、光合成の性質はない。
ペプチドグリカン層が薄いためグラム染色では陰性だが、細胞構造そのものはグラム陽性菌に似ている。16S_rRNA系統解析に基づく原核生物の分類によるとフィルミクテス門（ファーミキュテス門）（グラム陽性細菌門）に分類される。光合成色素としてバクテリオクロロフィル g を用いている点で、他の光栄養細菌とは異なっている。酸素存在下では生育できない絶対嫌気性細菌である。

## 光化学系
光化学反応中心は光化学系Iと類似している（鉄硫黄型反応中心である）が、コアタンパク質（PshA）はホモダイマーであり、初発電子供与体は P798 である。
一般的に鉄硫黄型反応中心はそのコアタンパク質に鉄硫黄クラスターを二個結合したサブユニット（FA/FBサブユニット）を持つが、ヘリオバクテリウム科においては強固に結合したFA/FBサブユニット（PshB）の存在に関して確たる証拠が得られていない。最近、PshBに関して新たな論文が発表され、PshBは存在するが他の光合成生物のFA/FBサブユニットに比べて非常に弱い結合力でコアタンパク質に結合していることが示唆された。
また鉄硫黄型反応中心にはコアサブユニットあたり約40分子程度のアンテナとして機能するクロロフィルが結合しているがヘリオバクテリウム科の反応中心も例外ではない。
光合成を行う生物は光量子を効率よく捕獲するためのアンテナ色素たんぱく複合体（光捕集系）を持つのが一般的であるが、この科からはアンテナ色素たんぱく複合体は見つかっていない。

## 発見
この科の細菌の発見は、最も古いHeliobacterium chlorumの報告でも1985年であり、光栄養細菌（phototrophic bacteria）に分類される細菌の中では比較的新しい菌群である。水田の土壌から発見されたにもかかわらず生育には絶対嫌気が要求される。酸素存在下では生育はできないが、酸素に抵抗性の有る耐性胞子を形成することにより、酸素存在下でも耐えることができる。

## 生態
生育には絶対的な嫌気条件と光が必要であり、比較的低分子の有機物を利用する光従属栄養生物である。また、嫌気条件において高濃度のピルビン酸存在下では光栄養に頼らずに生育することが知られている。

## その他
ヘリオバクテリウム科の細菌が光合成色素として用いるクロロフィル g は光と酸素存在下でクロロフィル a 様物質に異性化される。